# Groene mango
De groene mango (Anthracothorax viridis) is een vogel uit de familie Trochilidae (kolibries).

## Verspreiding en leefgebied
Deze soort is endemisch in Puerto Rico, een eiland van de Grote Antillen, ten oosten van de Dominicaanse Republiek en ten westen van de Maagdeneilanden.